# ナイラ・マーリー
ナイラ・マーリー（Naira Marley）、本名アジーズ・アデシナ・ファショラ（Azeez Adeshina Fashola、1991年5月10日 - ）は、ナイジェリア系イギリス人のシンガーソングライター。「Marlians」の社長で、アフロビートとヒップホップを混ぜた曲調で知られる。

## 略歴
1991年、ラゴス州バダグリーに生まれる。11歳の時、南ロンドンのペッカムに引っ越し、ハリスアカデミーペッカムで学ぶ。
幼少期より司会者や声優を志していたが、友人から音楽の道に進むことを提案されてから、2014年より歌手となった。英語、ピジン語、ヨルバ語で歌うことができる。
2017年12月、『イッサ・ゴール』（Issa Goal）をリリース。2018 FIFAワールドカップで、サッカーナイジェリア代表のテーマソングになった。
2019年5月3日、ズラタンとの共同トラック「Am I A Yahoo Boy」をリリースしたが、同日、経済金融犯罪委員会に逮捕された。刑務所から釈放された数日後の2019年6月27日、「Soapy」をリリースした。
2019年12月18日、「Lord of Lamba」をリリース。
2019年12月30日、エコ・ホテルズ・アンド・スイーツで開催されたフェストで、自身のレコードレーベルの立ち上げを発表、契約アーティストとしてCBlvck、Zinoleesky、Fabian Bluがいると発表しました。2020年7月10日、自身のレーベルで「0903」をリリース。
2021年6月21日、新アルバム「God's Timing Is The Best」を発表、「COMING」の公式ビデオの公開後にリリースされた。